# Гандрабури
Гандрабури (на украински: Гандрабури) е село в Южна Украйна, Подилски район на Одеска област. Основано е през 1776 година. Населението му е около 2744 души.